# Тореон (округ Торанс, Њу Мексико)
Тореон (енгл. Torreon, Torrance County) насељено је место без административног статуса у америчкој савезној држави Њу Мексико.

## Демографија
По попису из 2010. године број становника је 237, што је 7 (-2,9%) становника мање него 2000. године.
| Група             | 2000.       | 2010.       |
| Белци             | 68 (27,9%)  | 59 (24,9%)  |
| Афроамериканци    | 0 (0,0%)    | 1 (0,4%)    |
| Азијати           | 2 (0,8%)    | 0 (0,0%)    |
| Хиспаноамериканци | 168 (68,9%) | 171 (72,2%) |
| Укупно            | 244         | 237         |